# Griselinia lucida
Griselinia lucida är en tvåhjärtbladig växtart som först beskrevs av Johann Reinhold Forster och G.Forst., och fick sitt nu gällande namn av Johann Georg Adam Forster. Griselinia lucida ingår i släktet Griselinia och familjen Griseliniaceae. Inga underarter finns listade.

## Bildgalleri

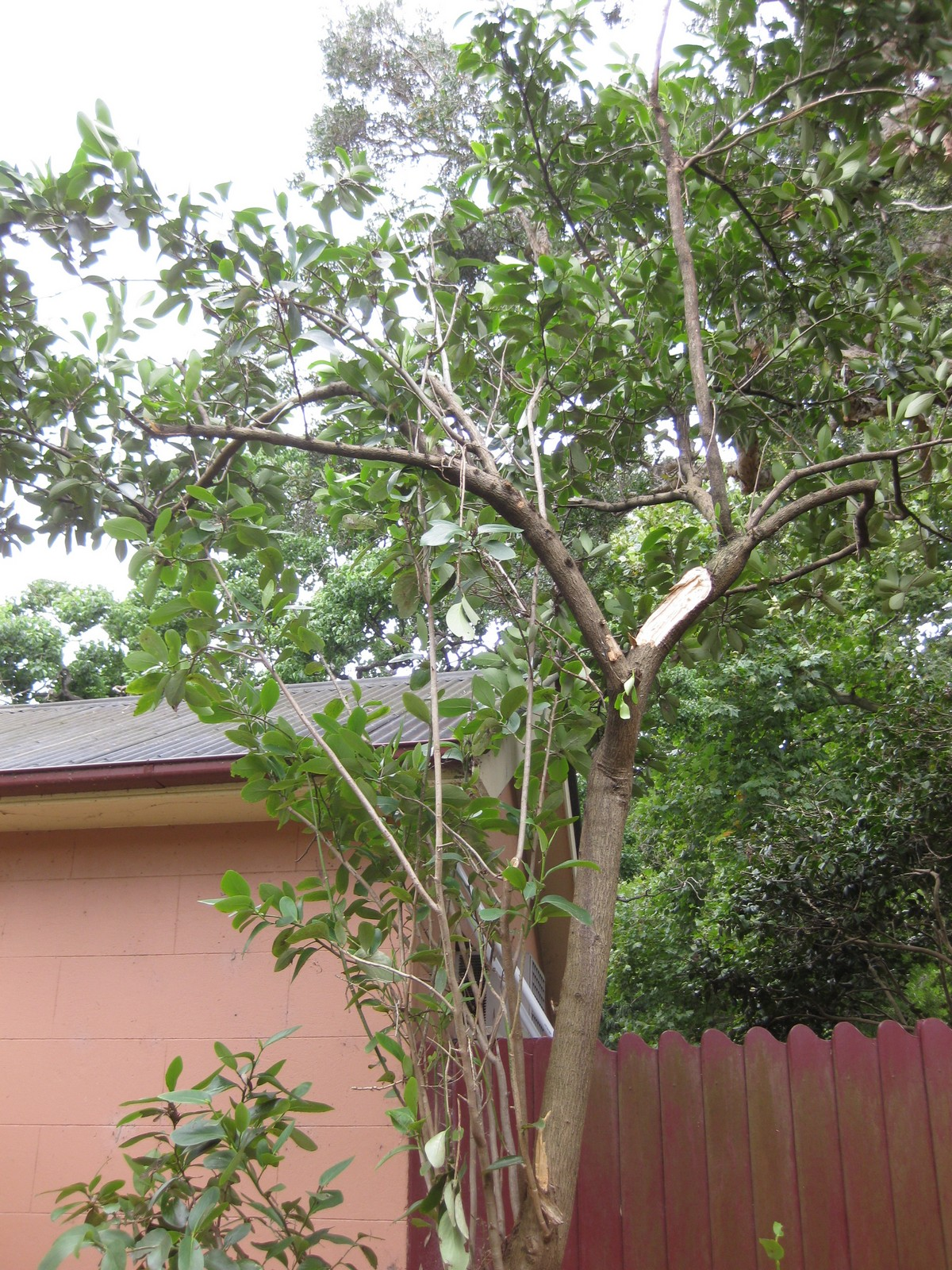
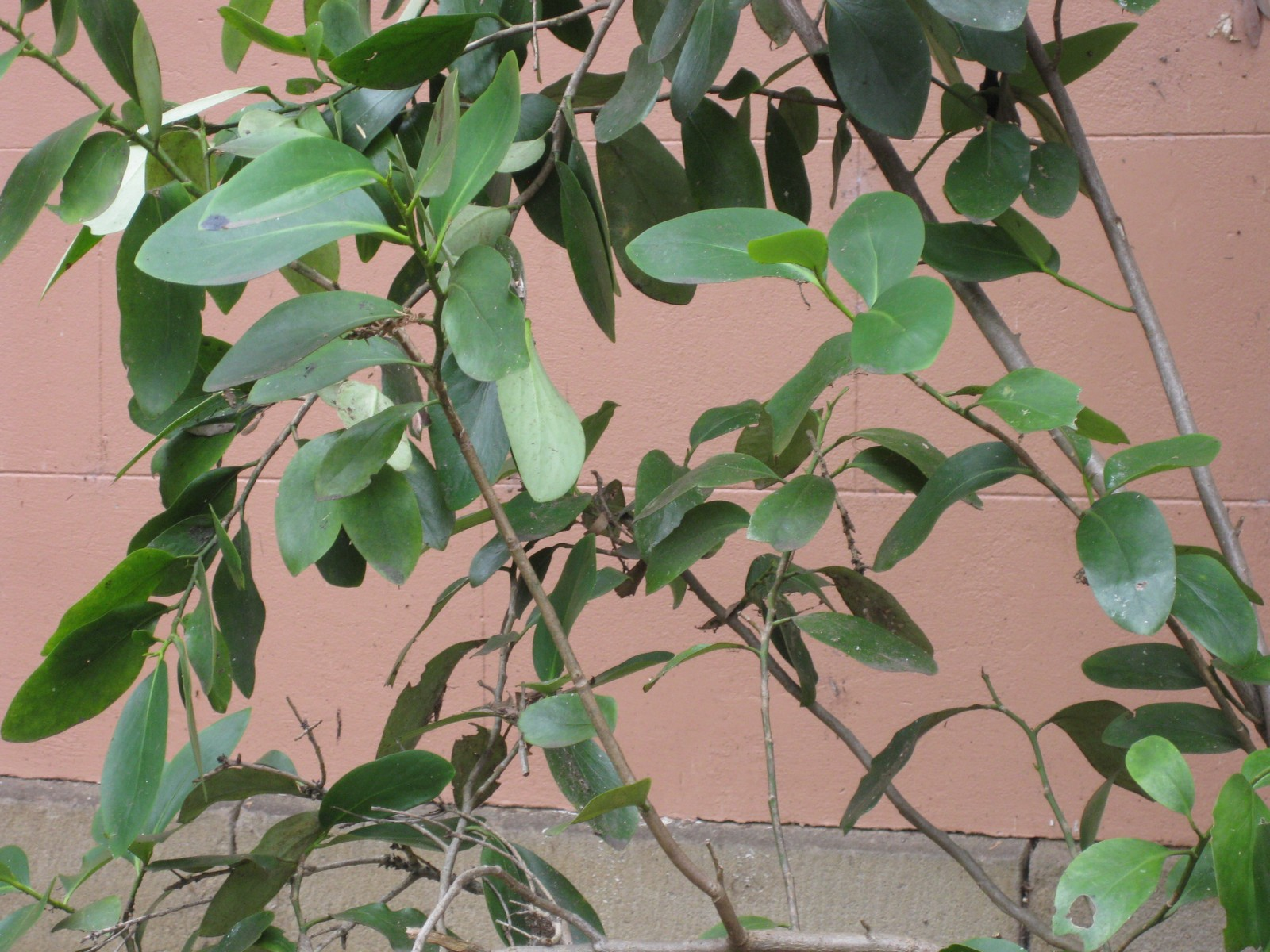
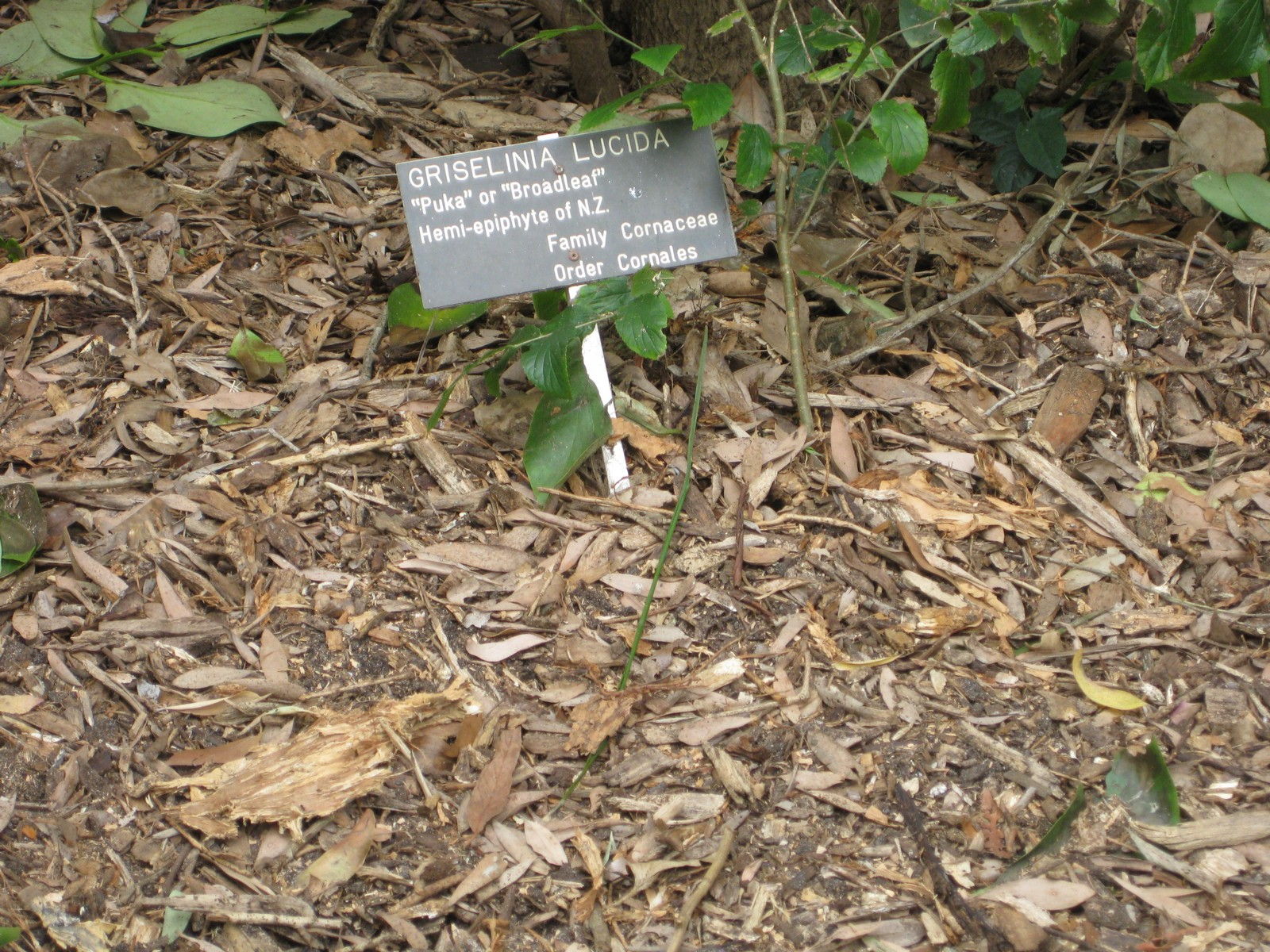
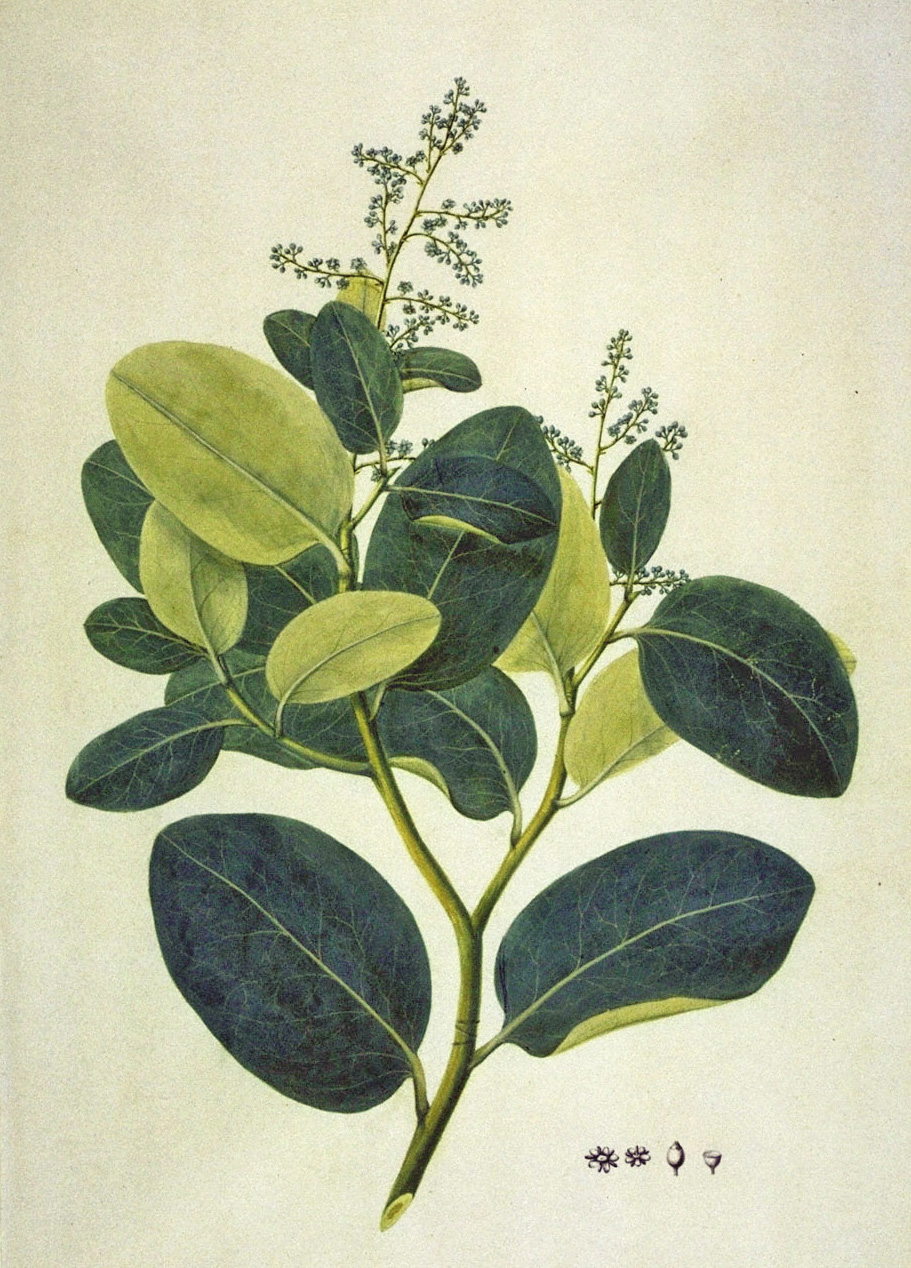